# シュタットバーン (ウィーン)

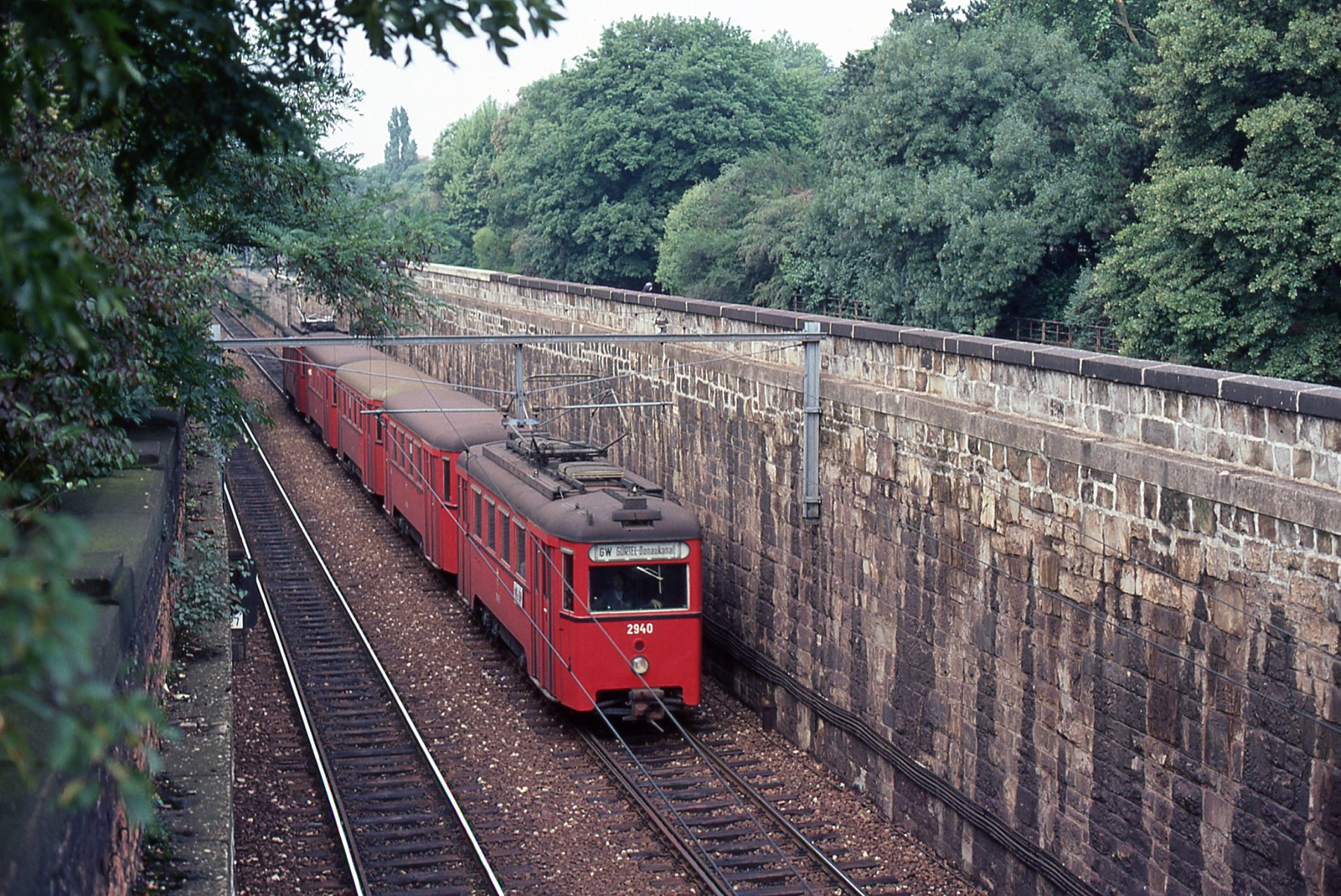
シェーンブルン近くを走るウィーンのシュタットバーンのN1系電車

ウィーンのシュタットバーン（独・Wiener Stadtbahn、ウィーンの都市鉄道の意）は、1898年から1989年まで運行されていた公共交通である。今日、ウィーン地下鉄のU4号線とU6号線、そしてウィーンSバーンが、かつてのシュタットバーンの路線を走っている。

## 歴史
シュタットバーンは1894年から1901年までの間に、ウィーン川とドナウ運河に沿って建設された。当初構想された路線のうち建設されなかったものもあり、旧市街を横断して、ギュルテル通りに沿いウィーン南駅まで至る計画もあった。これらが実現していればシュタットバーンはより魅力的な交通になったであろうが、予算の制約から建設はなされなかった。高い運賃や煤煙、遅い速度のため、利用者はあまり多く得られなかった。
1918年、シュタットバーンの運行は、第1次世界大戦後の石炭不足により停止された。その後、各路線はウィーン市に貸し出されることになり、電化された上で1925年に「ウィーン電気都市鉄道 (Wiener Elektrische Stadtbahn) 」の名で運行を再開した。
多くの駅と路線は、第2次世界大戦で破壊された。1955年にようやく再建がなされ、歴史的な駅の一部は復旧されることはなかった。1968年、シュタットバーンをウィーンの新しい地下鉄に組み込むことが決定された。WD線はU4号線に1981年に転換され、G線とGD線は1989年にU6号線に転換されて、シュタットバーンの語はこれ以後公式に用いられることはなくなった。

### 駅舎
シュタットバーンの駅舎は早期のアール・ヌーヴォー様式建築のよく知られた一例である。最も有名なものはオットー・ワーグナーの設計によるカールスプラッツ駅の2つの駅舎(現在それぞれカフェと美術館になっている)と、フランツ・ヨーゼフ皇帝専用に造られたホフパビリオン (Hofpavillon) (ヒーツィング駅の東端にあり展示施設に利用)である。その他、ギュルテル (Gürtel) 通り沿いの高架駅と、郊外のいくつかの駅が保存されている。

## Uバーン（地下鉄）への転換
1976年以来、シュタットバーンは新たに設立されたUバーンのシステムに組み込まれていった。U4号線については、ウィーン川とドナウ運河線のシュタットバーンの駅の大半は完全に造り直された。プラットホームの高さは95センチに引き上げられ、架空電車線方式から第三軌条方式に変更された。オーストリアのSGP社によって製造されたU型と呼ばれる新しいUバーンの車両が導入された。
シュタットバーンのギュルテル線であったU6号線は、ほとんどそのまま残された。オットー・ワーグナー様式の駅舎は可能な限り保存された。信号と電気関係のみ更新され、駅と高架橋は更新され、左側通行から右側通行に変更された。歴史的な路線の限られた耐荷能力を考えると、駅と線路を完全に変更することは工費が高く付きすぎるのであっただろう。シュタットバーンのE6、c6型車両は運行を続けたが、2008年末までに廃車となり、1995年以来、新たに低床のT、T1型車両に置き換えられた。

## Sバーンへの転換
1920年にウィーン市に貸し出されなかった路線はオーストリア国鉄の路線網の一部として存続し、Sバーンの高速交通網に組み込まれた。マッツラインスドルフとウィーン北駅を結ぶ区間は、1962年以来、Sバーンの主要路線として運行されている（S1、S2、S3、S4、S7、S8、S9、S15）。
1932年、西部郊外を走るVorortelinieでは旅客列車が廃止された。複線の片側は撤去され、もう１線は貨物列車のみが運行されていた。1987年、この路線はS45として旅客運行が復活することになった。